# 中医学

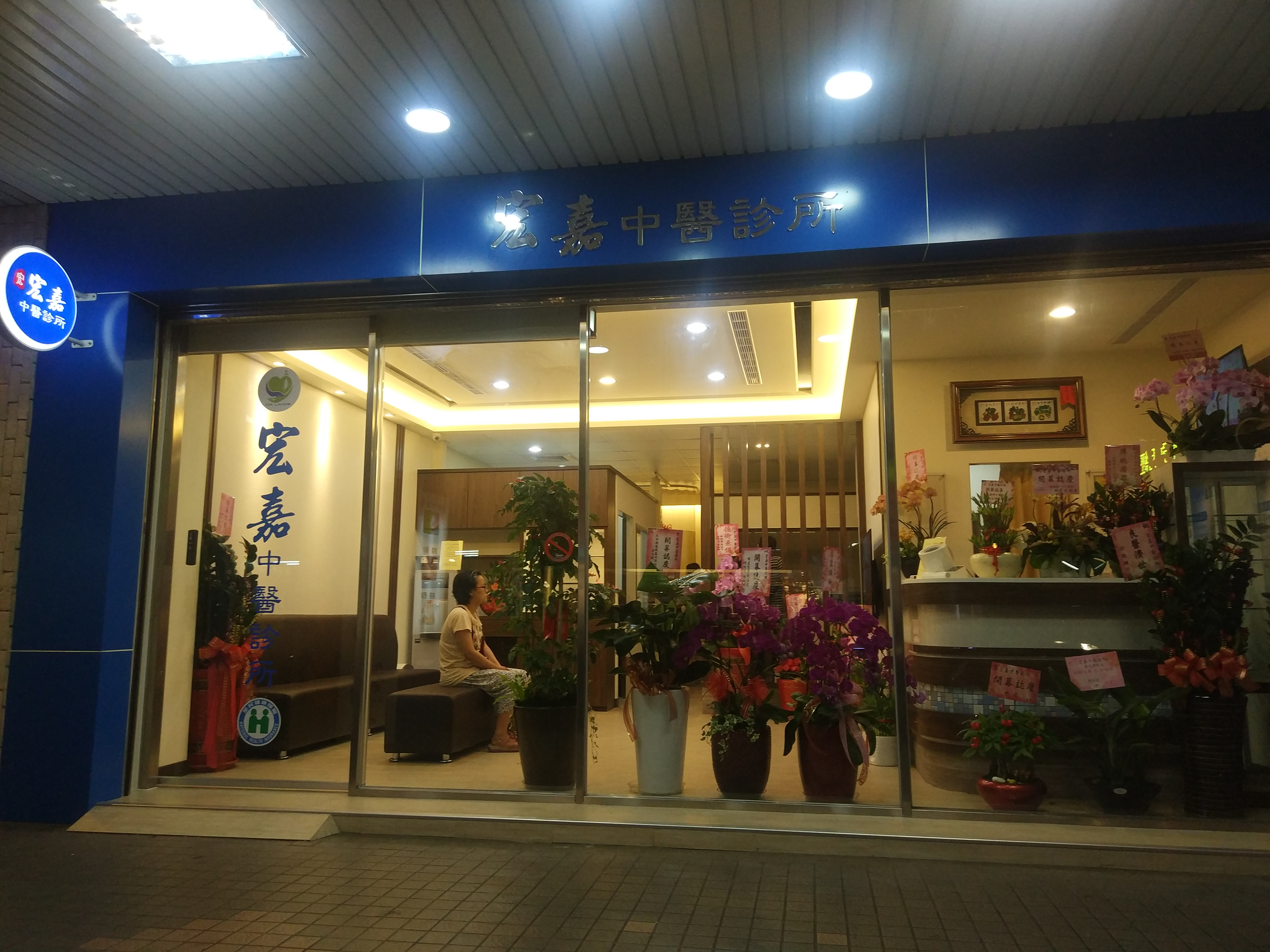
新北市一間中醫診所

中醫學，俗称“中医”，是一種起源於漢族且至今已有千年歷史的中國傳統醫學。與現代醫學相比較时，其常被歸入傳統醫學的範疇。
目前中醫以中華文化圈傳統醫療為主流，按照中華人民共和国全国科学技术名词审定委员会审定的名词，中医学是「以中医药理论与实践经验为主体，研究人类生命活动中健康与疾病转化规律及其预防、诊断、治疗、康复和保健的综合性科学」。

## 定義

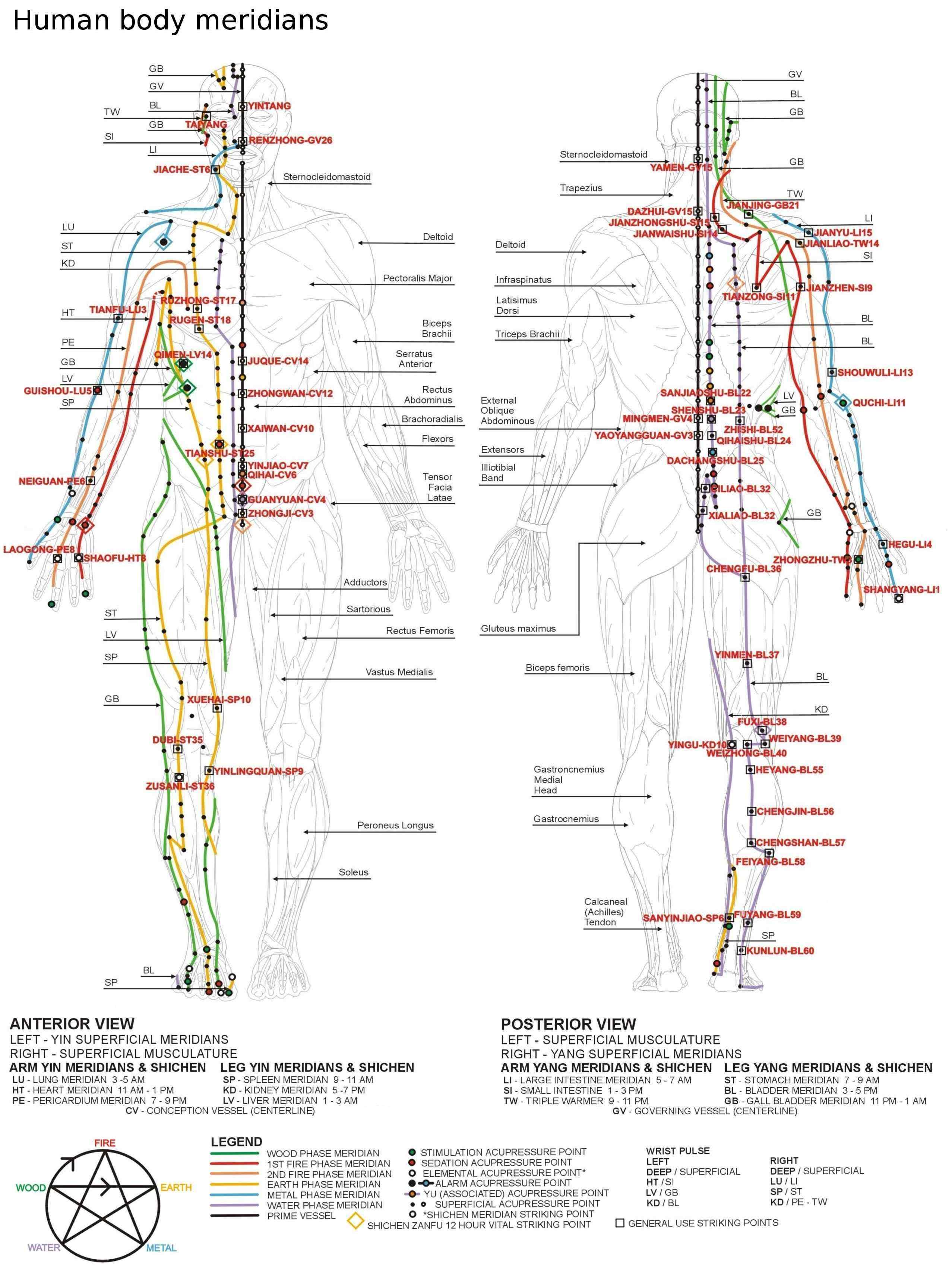
中醫穴道

- 廣義：是指所有的中華民族醫學、宗教醫學、中國化西洋醫學，如漢醫、藏医、蒙医、苗医、彝医、维医、哈萨克医、佛医等。
- 狹義：全世界的漢族醫學，簡稱漢醫學。

### 華人圈共通的中醫
中醫學以阴阳五行作为理论基础，将人体看成是气、形、神的统一体，通过望、闻、问、切，四诊合參的方法，探求病因、病性、病位、分析病機及人体内五臟六腑、经络關節、氣血津液的变化、判斷邪正消長，進而得出病名，歸納出證型，以辨證論治原則，制定“汗、吐、下、和、溫、清、補、消”等治法，使用中藥、针灸、跌打、推拿、按摩、拔罐、氣功、食療等多種治療手段的传统医学。

### 漢醫及漢方醫學
「漢醫」（hàn-i）一詞，一是來自日本之稱，一是來自清代的稱呼。又稱漢醫學或漢方醫學，是在中國地區發展出的傳統醫學思想及治療技術，因為它是漢民族發展出的醫學傳統，所以稱呼它是漢醫學。隨著漢文化的發展，它被傳播至韓國、越南、日本等地，與當地醫學結合，形成各種不同的流派。
最早使用「漢方醫學」這個名詞的是日本，在江戶時期，日本人用這個名詞來與他們本土醫學—「漢方醫學」，及西方醫學—「蘭醫學」（荷蘭），來作區分。清朝時也使用這個名詞來稱呼中國的傳統醫學。
1949年之前，汉医一词比较普遍。清後民國，也用國醫來稱呼。在中國，「中醫學」（意為「中華的」醫學）比「漢醫學」更常用。但在日本及韓國等地仍然使用這個較中性的名詞。
日本的漢方醫學，韓國（南韓）的韓醫學，朝鮮（北韓）稱的高麗醫學、越南的東醫學都是以中醫為基礎發展起來的。

## 法律監管
近年各地政府都開始對專業中醫行業進行監管，以保障公眾健康。

### 中国大陸
中華人民共和国政府于1988年设立国家中医药管理局管理中医药行业，是隶属于卫生部的副部级国家局（2013年卫生部撤销后转隶卫计委。2018年衛計委撤銷後再轉隸衛健委）。
为继承和弘扬中医药，保障和促进中医药事业发展，保护人民健康，经十二届全国人大常委第二十五次会议通过了《中华人民共和国中医药法》，于2017年7月1日起实施。

### 香港
中医在港英政府时期无合法行医地位，但能以“Herbalist（草药师）”的名义注册并进行活动。中医医生还可使用“中医”、“中医师”、“中医生”、“国医”、“唐医”等名称，不能使用“医生”、“医师”、“医务所”、“医疗所”等属于行医范围的名称，因此中医师无权签署死亡证，也不能在处方上开任何西药，更不能使用注射；否则被认为是违法行为。
1999年，香港政府根據《中醫藥條例》，成立香港中醫藥管理委員會，用作規管中藥買賣和中醫師的專業水平，以保障公眾健康和消費者權益。根據《中醫藥條例》，所有在香港執業的中醫師，必須向中醫藥管理委員會註冊。在中醫師之前註冊制度生效之前，除了提供全科診治及開方,以「中醫」掛名應診的從業員之外，還有後來被納入中醫註冊制度，當時俗稱為「跌打師傅」、「跌打佬」的從業員。其起源沒有一個統一說法，有一說法是與上世紀香港盛行的武館風氣有關。 後來由於此行業傳統的師徒制日漸式微，以及《中醫藥條例》和中醫註冊制度的實施，規管關乎中醫藥的活動或事宜，包括中醫的註冊等等，而跌打師傅已被納入為中醫的骨傷科專業，以後成為註冊中醫（骨傷科）的人士須具認可資格並受正式訓練，所以老式的跌打館，有逐漸式微的趨勢。
香港中醫師的註冊條件包括完成認可的、至少為期五年的全日制中醫學士學位課程，並獲得三十週的臨床實習經驗，以及通過執業考試。另外，中醫藥管理委員會要求註冊中醫師，每三年為其執照續期，而續期手續包括完成60個持續進修學分，以保障註冊中醫師的專業水平。

### 澳门
澳葡时期殖民政府对华人社会基本不干预，因此澳门当地有不少自发组织的中医行医者和中医药房。1994年澳葡政府颁布《第53/94/M號法令》，正式对中草药交易进行规管。現時，中醫受第18/2020號法律《醫療人員專業資格及執業註冊制度》規範，持認可中醫學歷的人士必須向政府辦理資格登記及完成實習，方得取得執照行醫。

### 臺灣
中華民國（臺灣）目前約有中醫師6,000餘人，由中華民國衛生福利部中醫藥司進行監管，法源來自於《醫師法》。中醫師能夠獨立進行診斷、開立處方簽、調劑中藥等。另外並訂有《中醫藥發展法》、《臺灣中藥典》等，同時設置衛生福利部國家中醫藥研究所進行中醫藥研究。

### 美國

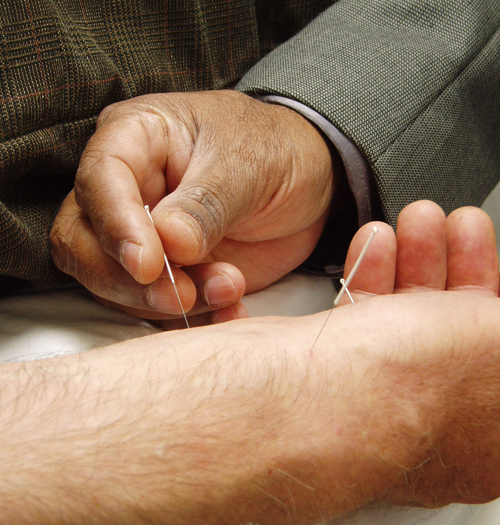
針灸

美國目前有大約三萬多名執照針灸師（部份州份稱為針灸醫師或東方醫學醫師），五千多名西醫師另外獲得應用針灸執照。美國有嚴格的針灸執照發放制度，但由於美國實施聯邦制，各個州份均各自有當地的法律，監督針灸師執照的發放。因此，各個州份的執照發放的要求都不一樣，但一般都要求申請人在認可的針灸或中醫學校學習針灸的相關課程，由1,700到4,000學時不等，以及一般要求擁有950小時的臨床實習經驗，方可獲允許參加針灸執照考試。另外，各個州份一般都要求針灸執照的持有者，於每年或每兩年為其針灸執照續期，否則其針灸執照將會被取消。針灸執照續期的手續，除了包括更新資料外，還要求針灸師提供持續進修的證據，一般都要每年數十個小時的專業持續進修課程，方可獲得續期。在美國大部份州份，沒有持有有效執照，而又宣稱為專業針灸師，又或者提供中醫治療，是刑事罪行。違例者會面對監禁和罰款。
針灸師與中醫師
直到2012年，美國有六個州份沒有法律監管中醫，一般稱為「東方醫學(Oriental Medicine)」又或「針灸學(Acupuncture)」，包括阿拉巴馬州、堪薩斯州、北達科他州、南達科他州、奧克拉荷馬州、懷俄明州。在有法律監管中醫的州份當中，加州是美國首個州份立法監管「針灸學」，早在1976年加州便開始向針灸師發放專業執照。
但值得注意，在英文中的「針灸學(Acupuncture)」或「針灸師(Acupuncturists)」一詞，意思等同於「中醫」和「中醫師」。以首個州份立法監管針灸學的加州為例，根據《商業和專業條例(Business and Professions Code)》第4937條，「針灸師」是指為改善、保持和復原健康，而提供針療、電力針療、中式按摩、穴位按摩、灸療、拔罐、呼吸技巧療法、運動療法、熱療、冷療、磁力療法、營養學療法、飲食療養、草藥療法、植物療法、動物療法、礦物療法、膳食補充療法等治療的專業人員。所以，美國的「針灸師」就是「中醫師」。

## 歷史

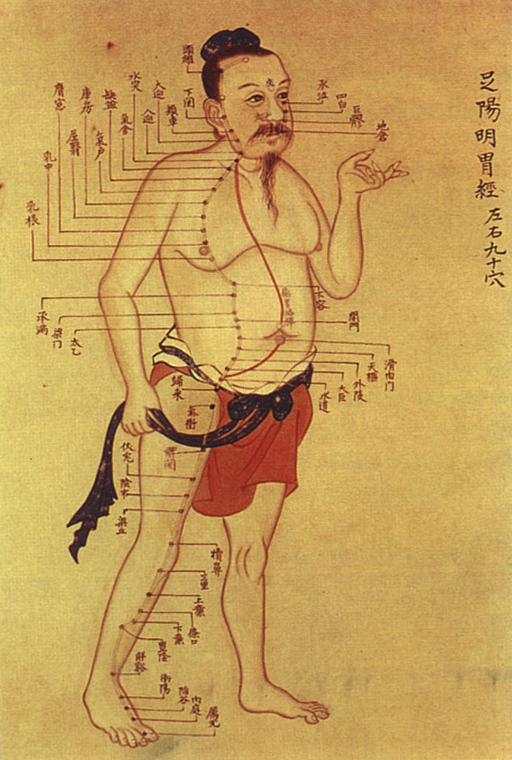
中醫穴道圖表

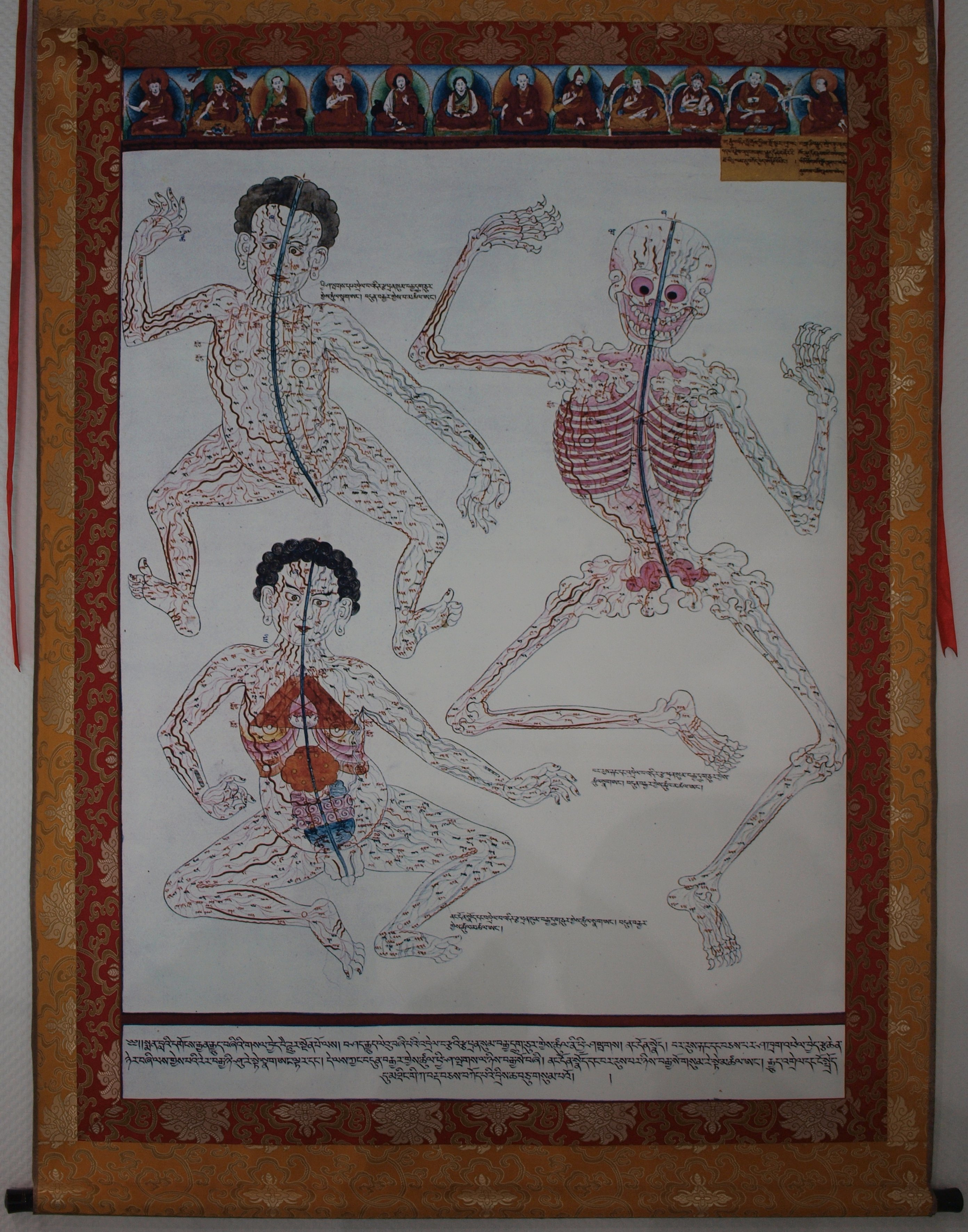
古代藏医挂图

### 古代中医史
中医学目前是否为最早的传统医学还无法确定。中国的中医学自称其起源于三皇五帝时期，相传伏羲发明了针灸并尝试草药，神农炎帝更是尝尽百草，并且用茶来解毒。中医研究者自称：相传在公元前3000多年，中国的轩辕黄帝写下了人类第一部医学著作——《黄帝祝由科》（然而公元前1600～前1100年的甲骨文才被认为是中国已发现的时代最早的文字），“在公元前3000多年可以使用文字并组织成大篇幅的医学著作”在目前与无凭无据的中医典籍相比，这种说法是与事实不符的。公元前3000左右的美索不达米亚医学已用楔形文字记载了肝和脏是血液的中心，疾病分为热病、中风、精神症状、眼病、耳病、黄疸病等。在中国, 后世人在《黄帝祝由科》的基础上不断增补删改，逐渐形成了后世的《黄帝内经》和《黄帝外经》，并從祝由科裡将纯粹的医药分离了出来，形成了后来的中医学。而其中的《黄帝内经》则在世界上第一个提出了“不治已病治未病”这一防病养生保健康的预防医学观点。
在周代（公元前1046年－公元前771年）中国就建立了世界上第一个医院和医疗制度，周代的医疗机构设有医师、上士、下士、府（管药库）、史（管记录）、徒若干人。下面又分食医（管饮食卫库）、疾医（内科）、疡医（外科）、兽医四种；但这样的医学分科制度却落后于美索不达米亚医学几百年。医师总管医药行政，并在年终对医生进行考核；《周礼‧天官冢宰》记载“歲終，則稽其醫事，以制其食”，就是说，医生每年都要通过年终考核增减俸禄。当时的患者已经分科治疗，而且建立病历。“死终则各书其所以，而入于医师”，规定在死者病历上要写明死因，然后送交医师存档，以便总结医疗经验，提高医疗技术。这也是世界上已知最早的病历制度。
在春秋战国时期名医辈出，秦国有名医医缓与医和，齐国有长桑和他的徒弟扁鹊。扁鹊发明了中医独特的辨证论治，并总结为“四诊”方法，即“望、闻、问、切”。扁鹊看病行医有“六不治”原则：一是依仗权势，骄横跋扈的人不治；二是贪图钱财，不顾性命者不治；三是暴饮暴食，饮食无常者不治；四是病深不早求医者不治；五是身体虚弱不能服药者不治；六是相信巫术不相信医道者不治。后世则尊称他为神医扁鹊。春秋战国时流行的主要医学著作有《黄帝内经》、《黄帝外经》、《扁鹊内经》、《扁鹊外经》、《白氏内经》、《白氏外经》和《旁篇》这七本，合成“七经”。
在秦朝出现了世界上最早的专门法医——"令史"。秦律规定，死因不明的案件原则上都要进行尸体检验，司法官如果违法不进行检验，将受到处罚。秦代的《封诊式》对法医鉴定的方法、程序等有较为详细的记载。在人命案件中，鉴定检验的主要内容有尸体的位置、创伤的部位、数量、方向以及大小等。令史检验完成之后，必须提交书面报告，称为“爰书”，是世界上现存最早的法医鉴定和现场勘察报告。秦代还在世界上第一个建立传染病医院——“疠迁所”，并制定了最早的治疗传染病的隔离制度。据1975年湖北省云梦睡虎地出土秦简中记载：当时规定，凡经医生在给病人检查后发现有鼻梁塌陷、手上无汗毛、声音沙哑、刺激鼻腔不打喷嚏等症状者，一律送至疠迁所隔离治疗。这说明中国古代对传染性疾病的治疗措施，很早就已经是得力有效的。
到了西汉时期，中医的阴阳五行理论已经非常完备，名医则有太仓公淳于意和公乘阳庆。东汉出现了著名医学家张仲景和华佗。张仲景完善了中医的辨证理论，他还是世界上第一个临床医学大师，被尊称为医圣。他著有《伤寒杂病论》、《疗妇人方》、《黄素方》、《口齿论》、《平病方》等等医书，最终流传下来的医书被后人编纂为《伤寒论》和《金匮要略》。张仲景采用辨证论治的基本原则，在《伤寒论》中归结为“八纲辨证”和“六经论治”，经由这两种方法辨证论治后，再采用“八法”（汗、吐、下、和、温、清、补、消）治疗疾病。“八纲辨证”是书中贯彻辨证论治的具体原则，所谓“八纲”（阴、阳、表、里、寒、热、虚、实）是运用“四诊”（望、闻、问、切）分析和检查疾病的部位、性质而归纳出来，“六经论治”是整个脏腑经络学说在临床医学上的具体运用。东汉末年，华佗则以精通外科手术和麻醉名闻天下，华佗是世界上第一个使用麻醉术进行手术的人，他发明的麻沸散是世界上已知最早的麻醉药物，还创立了世界上最早的健身体操“五禽戏”。可惜华佗所著医书的《青囊书》最后被付之一炬。在汉代，大量的医药和历算等书籍传入西藏（《西藏王统记》记载）。在汉代还出现了专门性的妇科医院，西汉时的“乳舍”，是世界上已知最早的妇产医院。
南北朝时期问世了世界上最早的两本儿科专著，即王末钞的《小儿用药本草》和徐叔响的《疗少小百病杂方》。南朝宋元嘉二十年（公元443年），太医令秦承祖创建了世界上第一个医学院。到了公元6世纪，隋朝完善了这一医学教育机构，并命名为“太医署”，署内分医、药两部，太医令是最高官职，丞为之助理，下有主药、医师、药园师、医博士、助教、按摩博士、祝禁博士，在校师生最多时达580人之多。
北宋年間，隨着中國與阿拉伯之間貿易的高度發展，阿拉伯香藥也開始大量輸進中國，一次輸入的阿拉伯乳香竟以萬斤計，伊斯蘭醫藥學也隨之對中國產生明顯影響。傳統中醫自古不分科，但在北宋年間，太醫院在培訓醫生時也如古希臘和阿拉伯醫學那樣，分成了內、外、婦、兒、口腔等十三科，這可能是受到阿拉伯－伊斯蘭醫學的橫向影響。傳統中醫以湯藥為主，但北宋的《太平聖惠方》、《聖濟總錄》卻大量增加了丸、散、膏、酊的處方，如《乳香圓》、《阿魏圓》等。究其原因，乃是使用從阿拉伯－伊斯蘭國家進口的香藥大量增加，而香藥含有揮發性物質，若用煎湯法，其有效成分就會失掉，故只能製成丸、散、膏、酊。可見這類處方的出現，是阿拉伯－伊斯蘭藥理學對中醫藥影響的結果。
在唐朝，孙思邈总结前人的理论并总结经验，收集药方多达5000多个，出版了《大医精诚》、《千金要方》和《千金翼方》三本医学著作，后世尊称他为药王。唐朝以后，中国医学理论和著作大量外传到突厥、高句丽、日本、中亚、西亚等地。
到了在唐末宋初，儿科专著《颅囟经》问世流行，而世界医学史上第一个著名儿科专家钱乙（公元1032－1113年）则受此书启发，撰写了著名的儿科巨著《小儿药证直诀》，后人把钱乙尊称为“儿科之圣”，“幼科之鼻祖”。北宋时期（960年－1127年），宋政府设立翰林医学院即太医局，医学分科已经非常完备，并且统一了中国针灸穴位，出版《图经》。南宋的宋慈出版了世界上最早的法医学著作《洗冤集录》。
元朝時期，元政府很重視伊斯蘭醫藥學，採取中醫學與回醫學同時並舉的方針。在太醫院中有專門研究和使用伊斯蘭醫藥的「廣惠司」，其職責是「掌修製御用回回藥物及和劑，以療諸宿衞士及在京孤寒者。」在它下面還設有大都回回藥物院和上都回回藥物院，掌管回回（穆斯林）藥事。在元代，有很多阿拉伯－伊斯蘭醫師來到中國，受到朝野歡迎，被稱為「回回醫官」。他們對解剖學頗有研究，精通各種手術。元末明初的文學家陶宗儀的《南村輟耕錄》卷二十二「西域奇術」中，就載有回回醫官開刀為頭痛難忍的兒童從腦中取出腫瘤，動手術治癒腹部膨脹的馬等傳奇故事。這些來華的醫師還攜帶來很多伊斯蘭的醫學書籍。
在明朝，著名医学家李时珍的医学巨著《本草纲目》成书，这本书不仅是药物学专著，还包括植物学、动物学、矿物学、化学等方面的知识。《本草纲目》刊行后很快传入日本、朝鲜及越南等亚洲地区，在公元17、18世纪先后被翻译成多种欧洲语言。另一方面，李时珍是世界上第一个提出大脑负责精神感觉、发现胆结石病、利用冰敷替高热病人降温以及发明消毒技术的医学家。此外还有王叔和的《脉经》、皇甫谧的《针灸甲乙经》、陶弘景的《本草经集注》、葛洪的《肘后备急方》、巢元方的《诸病源候论》、苏敬的《新修本草》、王焘的《外台秘要》、元丹贡布的《四部医典》、《太平圣惠方》、王惟一的《铜人腧穴针灸图经》等大量医学典籍问世。自明朝中医发展已经达到了顶峰，出现了诸多的医学流派。同时在朝鲜研究中医的所谓東醫學也得到了很大的发展，例如許浚撰寫了《東醫寶鑑》。
清初至鼎盛時期，醫藥學進步所表現在很多方面，基本上是明朝醫藥盛況的延續。如對經典著作的研究、本草學、方劑學、診斷治療學、醫案整理等，均較明朝更成熟。各家學派的紛爭也逐漸緩和，大多醫家能採各家之長折衷於臨床。但也不乏固守《內經》、《難經》、《傷寒論》，而批評金元以後一切新說的醫學，這與當時考據學盛行不無關係。清朝中醫藥學最重要的成就，就是關於急性傳染病的研究，它已形成一個新的系統，即溫病學說。這一學說的出現，雖然是基於歷代醫家的有關成就上，但清代溫病學派在中醫發展史上的貢獻，仍然是相當顯著的，它並不亞於东汉張仲景著《傷寒論》，金朝劉完素創河間學派。
自清朝末年，现代医学开始湧入中国，造成中医不再是中国地区唯一的医学。开始出现中西医并存的局面。现代，中医在中国仍然是治疗疾病的常用手段之一。

### 现代中医史

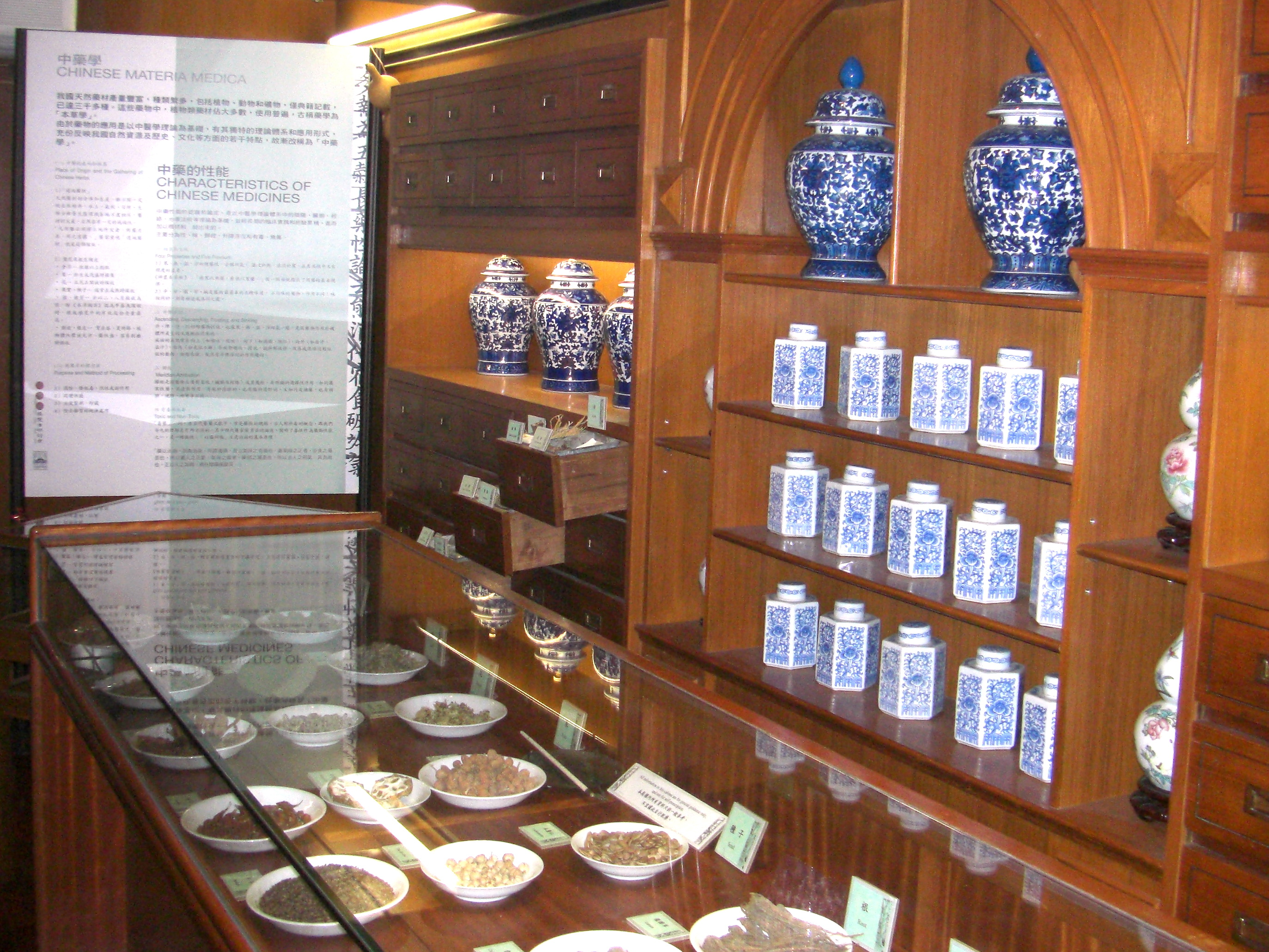
香港醫學博物館底層展覽廳內的中國傳統草藥店

受到西方衝擊後，大多認為中醫是充滿偏方與迷信的醫學，但從1950年代起，中醫開始引進西醫的研究系統，并且透過對療程的原理的科學性分析，重新解釋中医，而這樣系統化的整理、導入西方生物、分子醫學等概念成就了現代中醫，從空虛的陰陽調和概念，改變為著重學理基礎。
在国际上中医针灸作为中医学的一个部分，引起医学界的兴趣，有學者認為，针灸已被证实在减轻手术后疼痛、懷孕期反胃、化疗所产生的反胃和呕吐、牙齿疼痛方面是有效的且其副作用非常低，针灸对痛证、神经性疾病疗效非常显著。世界卫生组织（簡稱：WHO）认为，只有部份的傳統藥學包含针灸和草药在臨床實驗裡得到比較有力的結果支持其功效，其他傳統療程與草藥仍需進一步的研究，不能忽视传统疗法存在的安全性及危险性的風險，乃至於偷獵保育類藥材，而且生物體內的麻醉劑、毒素積累近年來被逐漸發現，被證明很有可能弄巧成拙，以至於致人於死的案例多次上演，也因為本身就是地下經濟，存在冒充假藥獲取暴利等问题。WHO在2002年5月26日發表「2002－2005年傳統醫藥研究全球策略」，邀請全球180餘國將替代醫學納入該國的醫療政策。
WHO世界衞生大會將於2019年推出第11版全球醫學綱要，並首次將中醫傳統醫學納入其中。此舉意味着中醫在全球或躋身主流療法，而非僅僅作為手術、放射治療等準備療法之外的補充療法。
全球醫學綱要又稱為「國際疾病與相關健康問題統計分類」（ICD），在全球範圍擁有極大的影響力。

## 基礎理论

### 基础理论爭論
中醫理論按照其理論基礎可以分為三個時期 ，分別為湯液經法時期、今文尚書時期、古文尚書時期。
我們今日主流社會所看到的是以今文尚書經學家代表的《黃帝內經》學說。漢武帝時置五經博士，提倡今文經學。後來漢武帝時，因魯恭王劉餘壞孔子宅，於孔家壁中得古蝌蚪文經書，當中有《古文尚書》。簡而言之：《古文尚書》與《今文尚書》的出現皆與漢朝宗室控制社會有關。漢武帝後，湯液經法家隱於民間，流傳下來的只有今文經學家。在二十世紀初年，《輔行訣臟腑用藥法要》出土。重新發現了湯液經法學派的基礎理論。在時序上，湯液經法家理論最早完成，其次是今文尚書與古文尚書，許慎在五經異義中提到“《異義》：《今文尚書》（案，漢人但稱今《尚書》，裴鬆之注《三國·吳誌》始稱《今文尚書》，此引《異義》，誤衍文字。）歐陽說，肝，木也；心，火也；脾，土也；肺，金也；腎，水也。古《尚書》說，脾，木也；肺，火也；心，土也；肝，金也；腎，水也。許慎案，《月令》春祭脾，夏祭肺，季夏祭心，秋祭肝，冬祭腎，與古《尚書》同。鄭駁之雲：《月令》祭四時之位，及其五藏之上下次之耳。冬位在後，而腎在下；夏位在前，而肺在上；春位小前，故祭先脾；秋位小郤，故祭先肝。腎也，脾也，俱在鬲下；肺也，心也，肝也，俱在鬲上。祭者必三，故有先後焉，不得同五行之氣。今醫病之法，以肝為木，心為火，脾為土，肺為金，腎為水，則有瘳也。若反其術，不死為劇。（《禮記》十三《月令》正義）”古文尚書由伏生所傳，而今文尚書由歐陽和伯所傳。臨床實驗證明，湯液經法家理論與人體的體液味道是一致的。
這證明了現今流行的中醫理論基礎實際上是晚出的今文經學的著作，而五行相剋說是戰國時期出現於齊國，而五行相生說是劉向時期出現，所以完善的黃帝內經完成時間絕不可能早於漢宣帝時期。後來採用湯液經法的稱為神仙家，採用今文尚書的稱為醫經家或稱為針炙家，利用今文尚書與湯液經法雜煣的稱為經方家。
以下是三個不同時期中醫理論的對比：
- 湯液經家：脾（酸）金、肺（辛）木、肝（苦）水、腎（鹹）火
- 今文經家：肝（酸）木、心（苦）火、脾（甘）土、肺（辛）金、腎（鹹）水
- 古文經家：脾（酸）木、肺（苦）火、心（甘）土、肝（辛）金、腎（鹹）水

在《湯液經法》原始中醫理論之中，是採用殷商時期的《龜書》八卦與《龍圖》八卦一共是十六卦的學說。其中和陰陽的地方是相反的。在《湯液經法》或者殷商正統哲學之中：春夏為陰，秋冬為陽。以肺居太陰金，腎居太陽水，脾居少陰火，肝居少陽木。以應四時：春脈大、夏脈浮、秋脈細、冬脈沉。

### 今文學派基础理论

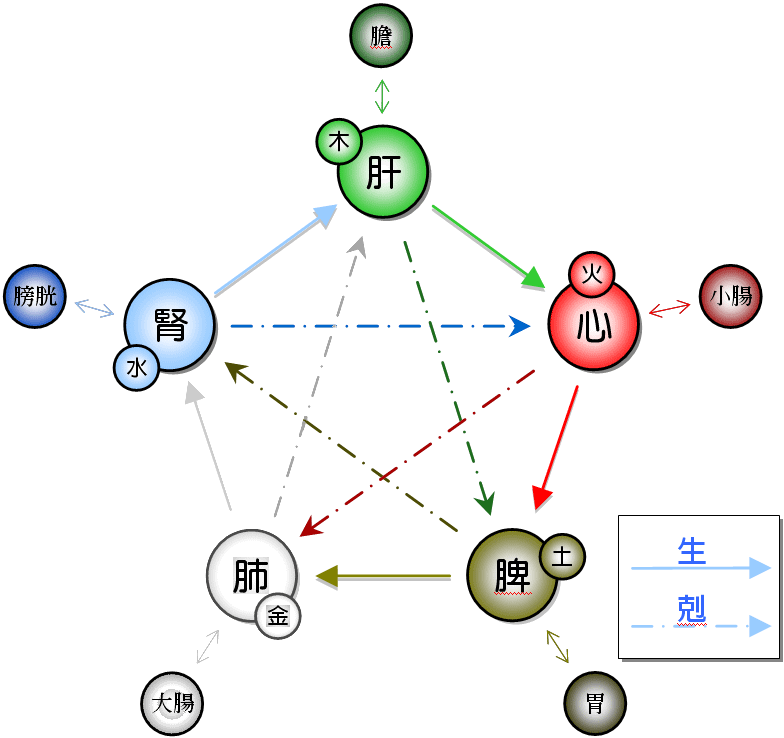
五行生剋，图中表示的“心”、“脾”等名词在中医学中表示的是相关的一个系统，而不仅仅指的是现代医学的“器官”

今文學派理论来源于儒家今文學派的总结及儒家陰陽五行思想。其內容包括精氣學說、陰陽五行學說、氣血津液、藏象、經絡、體質、病因、發病、病機、治則、養生等。不早於西漢年間，《黄帝内经》问世，奠定了儒家医学理論的基础。時至今日，漢代傳統醫學相關的理論、診斷法、治療方法等，均可在此書中找到根源。
中醫具有完整的儒家理論體系，其獨特之處，在於董仲舒提出的“天人合一”、“天人相应”的整體觀及辨證論治。主要特点有：
1. 认为人是自然界的一个组成部分，由最基本的物质（命名为“气”）以及其运动（包括两种不同趋势的基本运动—阴和阳）构成，“人以天地之气生，以四时之法成---《黄帝内经》”。阴阳二气相互对立而又相互依存，并时刻都在运动与变化之中。在正常生理状态下，两者处于一种动态的平衡之中，一旦这种动态平衡受到破坏，即呈现为病理状态。而在治疗疾病，纠正阴阳失衡时并非采取孤立静止的看问题方法，多从动态的角度出发，即强调“恒动观”。
2. 认为人与自然界是一个统一的整体，即“天人合一”、“天人相应”。人的生命活动规律以及疾病的发生等都与自然界的各种变化（如季节气候、地区方域、昼夜晨昏等）息息相关，人们所处的自然环境不同及人对自然环境的适应程度不同，其体质特征和发病规律亦有所区别。因此在诊断、治疗同一种疾病时，多注重因时、因地、因人制宜，并非千篇一律。
3. 认为人体各个组织、器官共处于一个统一体中，不论在生理上还是在病理上都是互相联系、互相影响的。因而从不孤立地看待某一生理或病理现象，头痛医头，脚痛医脚，而多从整体的角度来对待疾病的治疗与预防，特別强调“整体观”。

#### 精炁（氣）學說
- 炁（氣）是構成天地萬物的原始物質。
- 氣的運動稱為“氣機”，有“升降出入”四種形式。由運動而產生的各種變化，稱為“氣化”，如動物的“生長壯老已”，植物的“生長化收藏”。
- 氣是天地萬物之間的中介，使之得以交感相應。如：“人與天地相參，與日月相應”。
- 天地之精氣化生為人。

#### 陰陽學說
- 陰陽是宇宙中相互關聯的事物或現象對立雙方屬性的概括。最初是指日光的向背，向日光為陽，背日光為陰。
- 陰為“體”，陽為“用”；陰為有形之“體”，陽為無形之“用”。
- 陰陽的交互作用包括：陰陽交感、對立制約、互根互用、消長平衡、相互轉化。

#### 五行學說
五行学说是戰國儒家哲学的重要成就，五行即木、火、土、金、水，但是这并不代表五種物質，而是物質的五种属性。
五行于中医则体现了具备这五种属性的人体五大系统的相互关系。木火土金水这五个符号分别代表肝、心、脾、肺、肾所统领的五大系统。中医不是研究微观的病毒细菌如何作用于人体的理论，而是研究人体整体内在环境与各个系统之间的关系，并且通过中药、按摩、针灸，甚至心理作用去调节各个系统之间的平衡，以此保持身体健康。
- 五行的交互作用包括：相生、相克、制化、勝復、相侮、相乘、母子相及。

- 五行相生:臟腑之間互相聯繫和促進的關係，木生火、火生土、土生金、金生水、水生木。
- 五行相剋:臟腑之間互相制約的關係，木剋土、土剋水、水剋火、火剋金、金剋木。[22]

#### 臟象學說
- 臟：指人體內的五臟六腑、奇恒之府，通稱為臟腑。象：一指“形象”，即臟腑的解剖形態；二指“徵象”，即臟腑表現於外的生理病理；三指“應象”，即臟腑相應於四時陰陽之象。
- 透過外在“象”的變化，以測知內在“臟”的生理病理狀態，稱為“從象測臟”。即“視其外應，以知其內臟”。
- “臟腑”不單是解剖型態的概念，而是包括解剖、生理、病理在內的綜合概念。
- 五臟：指肝、心、脾、肺、腎，一般笼统功能為“化生和儲藏精氣”。
- 六腑：指膽、胃、大腸、小腸、膀胱、三焦，一般笼统功能為“腐熟水榖、分清泌濁、傳化糟粕”。
- 奇恒之府：指“腦、髓、骨、脈、膽、女子胞”。

#### 氣血津液
- 氣、血、津液是構成和維持人體生命活動的基本物質
- 氣的生成源自先天與後天。稟受於父母的精氣，稱為“先天之氣”。肺吸入自然的清氣，與脾胃運化水榖產生的水榖之氣，合稱為“後天之氣”。
- 氣有推動、溫煦、防禦、固攝、氣化、營養等作用。
- 人體的氣可分為元氣、宗氣、營氣、衛氣、臟腑之氣、經絡之氣。
- 氣的“升降出入”運動失常，稱為“氣機不調”。其表現形式有氣滯、氣鬱、氣逆、氣陷、氣脫、氣閉等。

#### 經絡學說
- 經絡是人體運行氣血、聯絡臟腑形體官竅、溝通上下內外的通道。
- 經絡系統包括十二經脈、十二經別、奇經八脈、十五別絡、浮絡、孫絡、十二經筋、十二皮部等。
- 經絡在中醫學的重要性正如《扁鵲心書》所說：“學醫不知經絡，開口動手便錯。蓋經絡不明，無以識病證之根源，究陰陽之傳變。”

#### 病因學說
- 《黃帝內經》將病因分為陰陽兩類：“生於陽者，得之風雨寒暑”，“生於陰者，得之飲食、居處、陰陽、喜怒”。
- 漢代張仲景在《金匱要略》中，把病因分為三類：“經絡受邪入臟腑，為內所因”，“四肢九竅，血脈相傳，壅塞不通，為外皮膚所中”，“房室、金刃、蟲獸所傷”。
- 宋代陳無擇提出“三因學說”：外所因、內所因、不內外因。
- 近代則將病因分為五類：
  - 外感病因：包括六淫（風寒暑濕燥火）和癘氣。
  - 內傷病因：包括七情（喜怒憂思悲恐驚）、飲食失宜、勞逸失度。
  - 繼發病因：包括痰飲、瘀血、結石。
  - 其他病因：包括外傷、寄生蟲、胎傳、諸毒、醫過。

##### 發病
- 邪氣與正氣交戰，決定發病及疾病的發展變化。又稱為“正邪分爭”。
- “邪氣”泛指各種致病因素，“正氣”指人體的自我修復調節能力、適應環境能力、抗病能力等。
- “正氣不足”是發病的內在依據，即“邪之所湊，其氣必虛”、“正氣存內，邪不可干”。
- 體質、情志、地域、氣候等，與發病有密切關係。

##### 病機
- 病機是疾病發生、發展與傳變的機理，又稱“病理”。
- 基本病機包括：邪正盛衰、陰陽失調、氣血失常、津液代謝失常
- 內生五邪，包括：風氣內動、寒從中生、濕濁內生、津傷化燥、火熱內生
- 病位傳變，包括：表裡出入、六經傳變、三焦傳變、衛氣營血傳變、臟腑傳變等
- 病性轉化，包括：寒熱轉化、虛實轉化等

### 《湯液經法》學派基礎理論
《湯液經法》學派是自殷商以來傳承的中醫學派，经方派代表。這一套理論與儒家派生的今文經學派有相當大的差別。例如《湯液經法》學派之中沒有五行理論，採用南島民族祖宗的「連山」「歸藏」十六卦學說，而且當中陰陽是與今文學派顛倒的。以下的理論還原是出自香港歷史學家陳振銘「由《輔行訣臟腑用藥法要》到香港當代新經學」。

#### 陰陽學說
《湯液經法》學派以「立竿測影」之法，定日影之長為陽，日影之短為陰。
推導出：
立春為少陰之陰巽，春分為少陰之陽坎。
立夏為太陰之陽艮，夏至為太陰之陰坤。
立秋為少陽之陽震，秋分為少陽之陰離。
立冬為太陽之陰兌，冬至為太陽之陽乾。

#### 寒熱學說
春候溫、夏候熱、秋候涼、冬候寒。
春為少陰溫火、夏為太陰熱金、秋為少陽涼木、冬為太陽寒水。

#### 脈法學說
春脈大，夏脈浮，秋脈細，冬脈沉。

#### 正隅學說
四正者，脾肺肝腎。四隅者，胃心膽腸。

#### 四靈學說
南方為龍、北方為鳳、東方為龜、西方為麟。

#### 八卦學說
春金為脾胃、夏木為肺心、秋水為肝膽、冬火為腎腸。
立春為胃金，色白坤。
春分為脾金，色黃艮。
立夏為心木，色綠離。
夏至為肺木，色青震。
立秋為膽水，色黑乾。
秋分為肝水，色藍兌。
立冬為腸火，色洋紅坎。
冬至為腎火，色紅巽。

#### 味道學說
春金為脾、夏木為肺、秋水為肝、冬火為腎。
味辛皆屬木、味鹹皆屬火、味酸皆屬金、味苦皆屬水。

#### 氣血精津學說
肺主氣，腎主血，脾主精，肝主津。

#### 四情學說
肺主喜，脾主怒，肝主憂，腎主恐。

## 診斷方法
在诊断治疗疾病时，采取辨证论治的方法，即将望、闻、问、切四诊收集到的资料、症状和体征，通过分析、综合，辨清疾病的原因、性质、部位、以及邪正之间的关系，概括、判定为某种性质的“证”，以探求疾病的本质，从而得出结论，并在此基础上确定治疗原则与具体治法。这种方法既不同于简单的局部对症治疗，又有别于不分主次、不分阶段、不分性质、一方一药治一病的辨病治疗方法。

## 治療方法

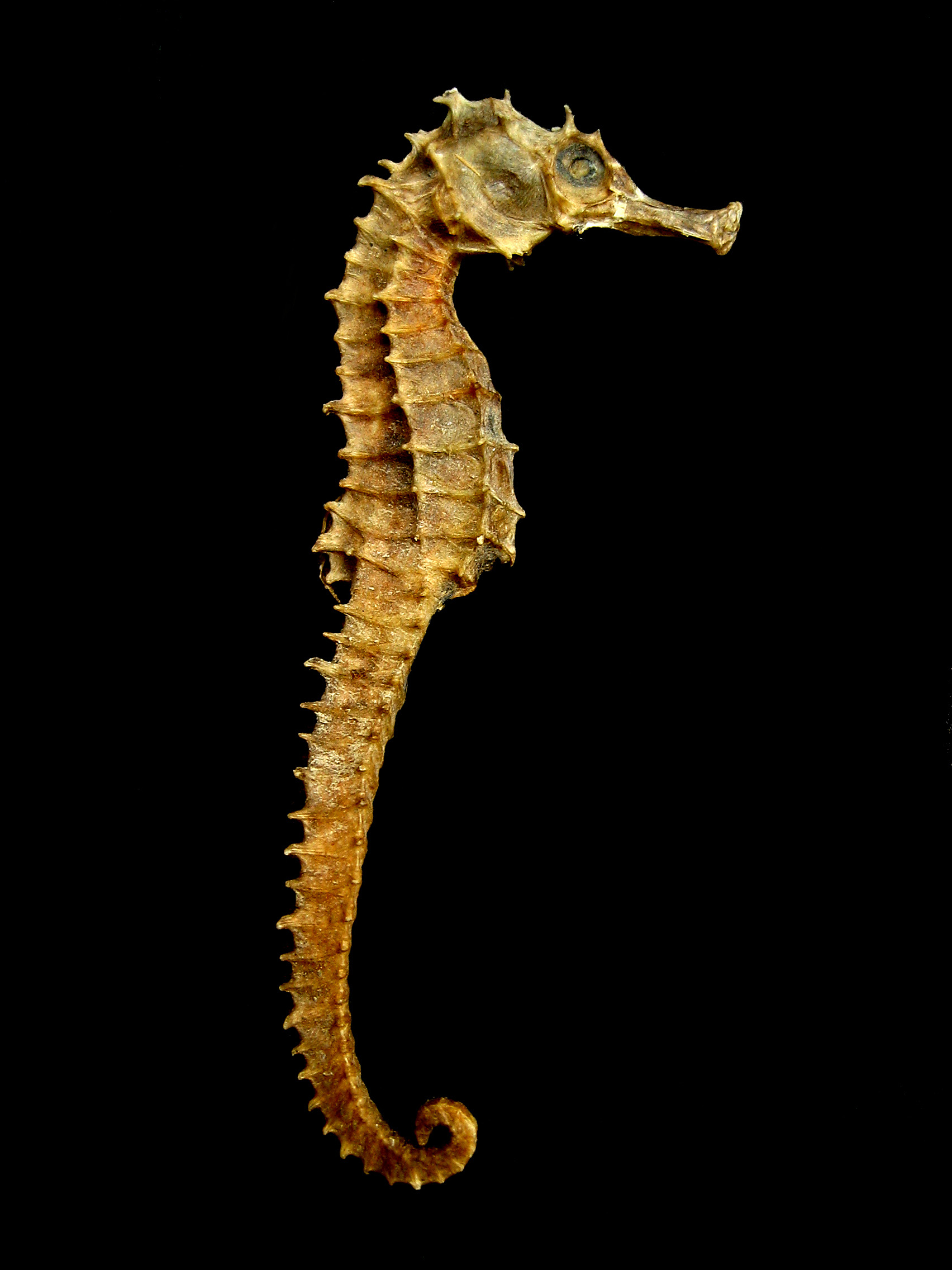
海馬是常見的中藥藥引

治疗手段和方法丰富多采，既有一般内服药物的内治法，又有药物外敷、热熨、熏洗等外治法，以及独特的针灸、拔罐、推拿、按摩、气功、布气等非药物疗法，还有以药膳为代表的日常食品疗法。
一般而言，完整的中醫處方，至少包括四項以上：情治（情緒控制）方面的指導；忌口（飲食應注意的事項）；運動的建議（游泳、跑步、導引、氣功等）；中藥的使用，或針刺、艾灸（前二者统称针灸）、推拿等。故中醫在治療疾病時，是以身心合一的角度全盤考量。
上世纪来还涌现出了一批中药注射剂，被用于肌肉和静脉注射。此外，绝大多数药物均为天然动、植、矿物，非人工合成之化学品，加之多为复方制剂，配方时可采用相应的拮抗措施。
相較於傳統中醫，現代中醫的革新發明例如：科學中藥、小針刀、中药注射剂等。

## 学科分类
自周朝起有食醫、疾醫、瘍醫、獸醫之分。隋唐的太醫署分醫學及藥學，醫學設四科，即醫科、針科、按摩科、咒禁科；醫科又分體療、少小、瘡瘍、耳目口齒、角法等五科。宋太醫局的醫學教育初分方脈、針、瘍三科，宋神宗以後分為九科，即大方脈、小方脈、風科、產科、眼科、口齒兼咽喉科、瘡腫兼折傷科、針兼灸科、金鏃兼書禁科。元太醫院分十三科後併為十科：即大方脈雜醫科、小方脈科、風科、產科兼婦人雜病科、眼科、口齒兼咽喉科、正骨兼金鏃科、瘡腫科、針灸科、祝由書禁科。明太醫院分為十三科：即大方脈、小方脈、婦人、傷寒、瘡瘍、口齒、咽喉、接骨、金鏃、眼、針灸、按摩、祝由。清太醫院初分十一科，之後併為九科：大方脈、小方脈、婦人、傷寒、瘡瘍、口齒咽喉、正骨、眼、針灸。道光二年（1822年）上諭：「針刺火灸究非奉君之所宜」，敕令太醫院廢止針灸科。同治朝將大方脈、婦人、傷寒併為一科，故只分五科。
古代中医学按治疗方式分为内医、外医之分。
- 内医：内医的治疗目的在于合，现代延续了部分内医。
- 外医：外医的治疗目的在于驱病（驱邪），现代绝大部分已经失传。

現代中醫學則可分基礎醫學及臨床醫學兩大部分：
- 基礎中醫學：包括中医基础理论、中医诊断学、中药学、方剂学、內經、傷寒論、溫病學、中国中医学史、中醫各家學說等；
- 臨床中醫學：包括中医内科、中医外科、中医妇科、中医儿科、针灸科、中医骨伤科、推拿科、中医眼科、中医耳鼻咽喉科、中西医结合医学、气功科、中医护理等。

## 中醫學典籍
參見：中醫典籍
中醫典籍可分為醫經、醫論、本草、醫方、醫案、醫話等，例如《黄帝内经》、《難经》、《伤寒论》、《金匱要略》、《神农本草经》、《備急千金要方》、《本草纲目》、《名醫類案》。

## 流派及医家
《漢書·藝文志》中，將醫家分為“醫經”、“經方”、“神仙”、“房中”四大流派。發展至今，可分為八大流派：傷寒學派、河間學派、易水學派、攻邪學派、丹溪學派、溫補學派、溫病學派、中西匯通學派。
从古至今，知名的和传说中的中医学家有：（參见：中医学家列表）
岐伯、扁鹊、张仲景、华佗、王叔和、陶弘景、孙思邈、宋慈、刘完素、张从正、李杲、朱震亨、張景岳、傅山、葉天士、陈修园、曹颖甫、余无言、唐容川、秦伯未、章次公、赵绍琴、张简斋、施今墨、程门雪、蒲辅周、左季云、郑寿全、談允賢等。

## 中医与近現代醫學的異同
自从近現代醫學（又稱西洋医学）隨著傳教士由歐洲传入中国之后，两种医学体系的競爭與融合就一直在进行。

### 醫學理論體系
世界上的醫療體系大致上可分成：
“擬人論醫學體系”（神學）：認為疾病的發生是由於超自然物（神靈）力量所造成的，如撒但、鬼、神祇等，巫醫、乩童、符咒等即屬於此類。
“自然論醫學體系”（經驗醫學）：認為疾病的發生是由於自然環境的變化或人的生活方式不正常所造成的，如氣候的變化、飲食習慣、人的情緒變化等。中醫學、寿命吠陀、順勢療法等即屬於此類。
“科學論醫學體系”（實驗設計）：經由設立假說、實驗設計，並利用演繹、歸納等方法呈現結果，或藉由科學儀器偵測所產生的醫學，是近現代醫學的主流，例如西醫。
其中前面兩者被歸類為傳統醫學或替代醫學，而後者則屬於現代醫學的主流。
这三种类型的医学对世界的认识有本质的区别，底层观念不同，所以互相之间基本无法交流沟通：
“拟人论医学”的世界里，人是自卑的，一切的真理，宇宙的奥妙，是掌握在无法揣度的神秘力量手中的，人类想获得某种期许，只能求告这种无法掌控的神秘力量。
“自然论医学”的世界里，人是自负的，认为宇宙运行在简单的原理之中，该原理普世通用，人体的一切奥秘也遵循其中。只要掌握了该原理，世界上的一切问题都可以分析解决，医学也不例外。并且认为原理已经被发现掌握，人们只需要遵循执行，便可以解决任何问题。
“科学论医学”的世界里，人是不卑不亢的，对客观世界的观察实证是唯一标准。因事物的运行是客观且有规律可循的，人们通过经验、逻辑、实证的方式，可以将生物体的现象进行归因，从而掌握规律，获得处理某些问题的能力。

### 診斷疾病的思維方式
中醫診斷疾病是依望聞問切的結果來辨病及辨症，但也有只辨病不辨症（例如急症或有專病專方時），或只辨症不辨病（例如遇到不知名的疾病、疑難雜症、或調理體質等）的情況。與現代醫學在診斷上注重「病」的方式不同的是，中醫常會強調「辨（症）」。
以感冒為例，現代醫學醫師會分辨究竟是病毒性或是細菌性的感染，會鑑別是上呼吸道感染或是合併肺炎；但這些診斷對中醫師而言，卻不是最重要的。以中醫的觀點，需要分辨的是，這是屬於風寒或風熱；若屬風寒則又辨屬於太陽病、陽明病或少陽病；屬風熱則辨別病邪在衛氣營血的哪個階段等。

### 治療的思維及方法
中医主要通过中药、针灸等治療方法，幫助人體驅除病邪，恢復正氣。其思維可簡約為攻補二類，依病情不同，施行攻或補、或攻補兼施。傳統上，臨床進行攻補有八個方法，即「汗、吐、下、和、溫、清、補、消」，稱為八法。
中醫學的價值之一在於方劑，藥方是醫者的經驗結晶。中醫學本身發展的過程即是實驗的醫學，尤其是經過無數的醫家數百年，甚至上千年來的臨床人體實驗反覆使用，證實實際有效而被記載流傳下來的經方、時方等。直接面對疾病，掌握主症，選擇對症的方劑進行加減，不拘泥於理論，以治療疾病，這是中醫精髓辨症論治的本來面目。
现代中医也有使用中西医结合的治療方式，尤其在中國大陸，利用现代醫學检测方法輔助診斷，中醫師可兼用中藥與西藥為病患治療。2020年开始，中国大陆所有临床医学专业都有必修的中医学科目，相当于要求现代医学医师也要有少量中医基础。2025年3月，全国人大代表、中国工程院院士张伯礼表示中医西医可以结合，用东方的智慧驾驭西方的医学技术可能是未来医学的方向。
中华文化圈中，通常有些病人在患顽固疾病，慢性疾病，和原因不明疾病等疾病时，或者因为现代医学的发展所限，或者是患者所能获得的医疗资源所限，没有治疗的办法时，会求助于中医。但绝大多数人在外科、及病情惡化快速的严重病变的情况下求助于現代醫學。
一种疾病可否治愈、其可能性多大，在現代醫學中比在中医中有明确的統計數字可依循。

### 疗效验证方法
傳統上，中医藉由脈象及病人服藥後症狀的變化等來判斷療效。有些中医認為中醫學很难进行对比试验，但現代研究中醫學的學者，亦建立多種實驗動物模型或進入臨床人體實驗，進行對比試驗，來驗證方劑或中藥的療效。
現代醫學的治疗方法和药剂则是要通过科学的对比试验（比如使用安慰剂对比）来确认效果。
近年在台灣，各大教學醫院或地區醫院均普遍開設中醫部，並承擔中醫藥臨床試驗的任務。例如：2006年9月24日舉辦的「二〇〇六中醫藥研究暨臨床病例學術研討會」上，長庚醫院北區中醫部主任楊賢鴻發表「辛夷散治療過敏性鼻炎隨機雙盲臨床療效評估」，在為期兩年的雙盲實驗中，共收集108位病患，完成整體實驗共有60位，其中包括實驗組40位、對照組20位，並針對臨床症狀、鼻腔阻力、鼻腔截面積、塵螨特異性免疫球蛋白、T淋巴球細胞激素之分泌等各項指標進行統計分析。結果顯示，辛夷散對過敏性鼻炎患者有臨床療效，此療效之機轉包括T細胞的免疫調節及嗜中性白血球活化的影響。這是中醫藥科學與其醫療價值驗證的眾多科研舉證之一。而其它具代表性的中醫科研驗證結果也在中華民國行政院衛生署中醫藥委員會網站有公開而詳實的記錄，提供有興趣者一窺中醫與臨床的成效。
对中国的临床实验情况，可暂阅：杨忠奇. . www.sohu.com. 2018  [2024-12-21]. （原始内容存档于2024-12-22）.。

### 知识传播方式
中医的典籍大多成书于古代，如成书于战国时期的《黄帝内经》、东汉的《伤寒论》、明朝的《本草纲目》，使用文言或古人的口語、歌訣記載，今人不易了解，而增加傳播的難度。古代中國官方亦不斷蒐集修訂各類中醫典籍，成為官修醫書，並設有考試制度，而在民間則多以師帶徒或家傳的方式傳承。近現代則成立中醫藥大學或學院等，對中醫學進行的系統整理、研究、教學，而在民間也保留部分師帶徒及家傳方式。
中医和现代医学一个非常不同的地方在于中医注重古人的經驗。中医医生推崇中国古代医书，相反现代医学的研究者则更着重医学的发展。
現代醫學不断推陈出新、开放新药品。中医則一方面对古代秘方，医书進行挖掘、蒐集、考證、從中吸取古人的臨床經驗，並繼續加以檢視及運用，另一方面也不斷以經方或時方為基礎，針對不同的疾病在臨床上進行加減，研製新的方劑，或藉由改變劑型，例如中藥注射製劑，來擴展方劑的治療範圍或加強其療效。
现代医学则是根据成文的知识体系进行，如果某种治疗方法或药剂不对或有效，这种知识能很快得以传播。現代藉由網路及傳播媒體的發達，以及中醫藥大學、中醫藥研究所的設立，中醫的各種典籍及資訊亦逐步電子化而得到快速傳播。
一般認為有经验的老中医醫術較高明，经验对疗效有明显的决定作用。由於中医强调的辨症，借用中國哲學中陰陽五行的詞彙來描述，使得经验很难以被了解。而在醫經、本草、醫案、醫話等各類中醫典籍中，均詳細記載了各種方劑、中藥的使用時機、炮製法、使用禁忌、副作用、誤用後的症狀及救治方法等，例如清陳修園在《神農本草經讀》卷四·馬兜鈴的注解中，提到「今人惑於錢乙補肺阿膠散一方，取用（馬兜鈴）以治虛嗽，百服百死」。

## 中醫存廢之爭
在中國，对于中醫學是否屬於科学的问题，始終一直争论不休。学术界的争论可追溯到19世纪末，现代医学传到中国之後，一些主張医学现代化的人士，主张废除中医，中醫學連帶受到巨大的挑戰。直到今天，中医学是否歸屬於科学、及中醫藥是否有效等，仍倍受主流科学界的質疑。
1879年，俞樾发表《废医论》最早提出了废除中医中药的主张。在1915年江苏的袁桂生将“废五行说”作为一项提案交神州医药总会讨论，题为《拟废五行生克之提议》。据 医学捌号楼 称可能是最早的提出废除五行理论的文章。
1926年，魯迅曾撰《父親的病（页面存档备份，存于）》一文，批判了中醫存在的一些問題。
1929年，国民政府通过了余雲岫提出的《废止旧医以扫除医事卫生事业之障碍案》。但在全國輿論壓力下，國民政府隨後收回成命。
2005年，中南大学张功耀教授在《医学与哲学》杂志上发表了《告别中医中药》。
中国官方的说法认为中医学是一门科学。针对中医不科学的说法，荊志伟認為“2005年11月19日国家将中国中医研究院更名为‘中国中医科学院’，也是对此等论争的回击。”董建栋认为“在现代科学划界标准下当属于非科学范畴，而与伪科学截然不同”。孫学刚等認為按照萨伽德的科学划界标准，亦“不能说中医学是一门科学”。
尚有一些人認為，中醫源於古人對人體與自然規律的感性及感官認識，其本質並非狭义的科學（但可以用適當的現代科學方法去研究和發揮部分的中醫理論），但它有超脫科學的一面。而「不是科學」無法否定中醫療法的療效，若據此斷然否定中醫，我們將失去很多可貴的文化資產。
另一些人，如方舟子，認為中醫宣稱的療效也是值得懷疑的。因為沒有經過現代醫學所認可的大樣本雙盲實驗數據的支持，無法排除安慰劑和人體自體免疫的影響。並且他指出一些中醫信奉的典籍有較多的荒謬錯誤，以及很多中醫藥方並非來自臨床經驗，而是來自取像比類的巫術思維。
当前，许多科普媒体，如果壳网、丁香医生等等，以及许多科普作者和部分网民，也对中医持否定立场。如否定中医的理论意义和疗效，或主张废除中医的理论并利用现代科学方法检验与解释中医的某些治疗手法或药物的效果（简称“废医验药”）。
2019年，香港歷史學家陳振銘在“由《輔行訣臟腑用藥法要》到香港當代新經學”指出了陰陽五行的儒家政治哲學來源，還原了《輔行訣臟腑用藥法要》中關於《湯液經法》的內容，而且否定了《黃帝內經》與陰陽五行理論作為中醫基礎理論的地位。

## 節日、文化遺產
1929年在一場廢除中醫的嘗試因受到抵制而失敗之後，上海中醫藥界人士為了慶祝這一勝利，把每年3月17日定為「中國國醫節」。這是和中醫學相關的節日。

## 外部連結
- 中華民國衛生福利部中醫藥司（页面存档备份，存于）（繁體中文）
- 臺灣中醫網（页面存档备份，存于）（繁體中文）
- 中華人民共和國國家中醫藥管理局（页面存档备份，存于）（简体中文）
- 中華人民共和國中國中醫科學院（页面存档备份，存于）（简体中文）
- 中醫藥在線（页面存档备份，存于）（简体中文）
- 栗山茂久：〈中国古典医学中的视觉知识（页面存档备份，存于）〉。
- 熊秉真：〈明代的幼科醫學（页面存档备份，存于）〉。

### 文獻查詢
- 生技、醫化及中草藥專利資料庫檢索系統（繁體中文）
- 電子中醫藥古籍文獻（页面存档备份，存于）（繁體中文）

### 中醫學數據庫
- 藥用植物圖像數據庫 Medicinal Plant Images Database（页面存档备份，存于） 香港浸會大學中醫藥學院（繁體中文）
- 中藥標本數據庫 Chinese Medicine Specimen Database（页面存档备份，存于） 香港浸會大學中醫藥學院（繁體中文）
- 中草藥化學圖像數據庫 Phytochemical Image Database（页面存档备份，存于） 香港浸會大學中醫藥學院（繁體中文）
- 中藥材圖像數據庫 Chinese Medicinal Material Images Database （页面存档备份，存于） 香港浸會大學中醫藥學院（中文）（英文）
- 中藥方劑圖像數據庫 Chinese Medicine Formulae Images Database（页面存档备份，存于） 香港浸會大學中醫藥學院 (中文, 英文)
- 中醫藥趣味練習 Chinese Medicine Game-based Exercise （页面存档备份，存于） 香港浸會大學中醫藥學院（中文）（英文）
- 《香港中藥材標準》網上檢索系統 Hong Kong Chinese Materia Medica Standards (HKCMMS) （页面存档备份，存于） 中國香港特別行區政府.衛生署.中醫藥規管辦公室（中文）（英文）